# Толстиков, Яков Григорьевич
Я́ков Григо́рьевич То́лстиков (род. 20 мая 1959, Прокопьевск, Кемеровская область) — советский и российский марафонец. Заслуженный мастер спорта СССР (1991).

## Биография
Родился 20 мая 1959 года в городе Прокопьевск Кемеровской области.
Всемирную известность получил после сенсационной победы на Кубке мира по марафону в Лондоне (Лондонский марафон), обойдя действующего олимпийского чемпиона итальянца Джелиндо Бордина.
На протяжении долгого времени до 1997 года Яков Толстиков являлся рекордсменом СССР и России в марафоне — 2:09.17.
Тренер — Фомин, Виктор Петрович.

## Достижения
- 1984 год — Московский международный марафон мира, 1-е место, 2:10.48, рекорд трассы, не побитый до настоящего времени.
- 1987 год — Чемпионат мира по лёгкой атлетике в Риме — марафон[англ.] 2:16.55, 11-е место
- 1991 год — Кубок мира по марафону в Лондоне — марафон 2:09.17 (рекорд России), 1-е место
- 1992 год — Олимпийские игры в Барселоне — марафон 2:17.04, 22-е место
- 1994 год — Чемпионат Европы по лёгкой атлетике в Хельсинки — марафон 2:15.32, 20-е место